# Гонсалес Гусман, Брайан
Бра́йан Дави́д Гонса́лес Гусма́н (исп. Bryan David González Guzmán; род. 23 февраля 2003) — чилийский футболист, полузащитник клуба «Универсидад Католика».

## Клубная карьера
Гонсалес — воспитанник клуба «Универсидад Католика». 18 июня 2022 года в поединке Кубка Чили против «Унион Сан-Фелипе» Брайан дебютировал за основной состав. 6 августа в матче против «Эвертона» он дебютировал в чилийской Примере. 

## Международная карьера
В 2023 году в составе молодёжной сборной Чили Гонсалес принял участие в молодёжном чемпионате Южной Америки в Колумбии. На турнире он сыграл был запасным и на поле не вышел.